# Fusch
Fusch an der Großglocknerstraße er en østrigsk by og kommune med mange seværdigheder. Fusch ligger i hjertet af "Nationalparken Hohe Tauern" lige syd for Zell am See i delstaten Salzburg og nordøst for Grossglockner. Byen ligger i 810 meters højde.